# Липолд I фон дер Шуленбург
Липолд I фон дер Шуленбург (на немски: Lippold I von der Schulenburg; * 1568; † 1636) е благородник от род фон дер Шуленбург в Алтмарк в Саксония-Анхалт.
Той е петият син на Албрехт IV фон дер Шуленбург (1535 – 1583) и съпругата му Доротея фон Велтхайм († 1593), дъщеря на Ахац фон Велтхайм († 1558) и Аделхайд фон Швихелт († 1545). Братята му са Левин III фон дер Шуленбург (1564 – 1625), Ахац I фон дер Шуленбург (1565 – 1616), Ханс X фон дер Шуленбург (1566 – 1598), Георг XI фон дер Шуленбург (1567 – 1607), Вернер фон дер Шуленбург († сл. 1583) и Дитрих XI фон дер Шуленбург (1574 – 1618).

## Фамилия
Липолд I фон дер Шуленбург се жени за Маргарета фон Бредов († 1642). Те имат седем деца:
- Доротея фон дер Шуленбург (1599 – 1648), омъжена 1617 г. за граф Ведиге Виганд фон дер Шуленбург (1578 – 1652)
- Албрехт фон дер Шуленбург (* 7 юли 1600, Дамбек; † 1 ноември 1623, Хага)
- Анна фон дер Шуленбург († сл. 1625), омъжена за Йоахим фон Бредов
- Елизабет Сабина фон дер Шуленбург (1601 – 1602)
- Луция фон дер Шуленбург (1606 – 1638), омъжена за Йоахим Фридрих цу Путлитц
- Сабина фон дер Шуленбург (1607 – 1619)
- Илза фон дер Шуленбург (* 1611), омъжена за Гюнтцел фон Ягов